# Проєктна документація
Проє́ктна документа́ція — затверджені текстові та графічні матеріали, якими визначаються містобудівні, об'ємно-планувальні, архітектурні, конструктивні, технічні, технологічні вирішення, а також кошториси об'єктів будівництва.